# Ivailo Marinov
Ivailo Marinov, född den 13 juli 1960 i Varna, Bulgarien, är en bulgarisk boxare som tog OS-guld i lätt flugviktsboxning 1988 i Seoul. Marinov var även med och tävlade i Moskva där han tog OS-brons i samma viktklass 1988. Han tävlade under flera namn under sin karriär. Förutom Ivailo Marinov tävlade han under namnen Ismail Mustafov, Ismail Huseinov och Ivailo Khristov.